# Phaonia deformicauda
Phaonia deformicauda är en tvåvingeart som beskrevs av Xue och Li 2001. Phaonia deformicauda ingår i släktet Phaonia och familjen husflugor. Inga underarter finns listade i Catalogue of Life.